# الجمعية الدولية للكيمياء العصبية
الجمعية الدولية للكيمياء العصبية ( ISN ) هي جمعية مهنية لعلماء الكيمياء العصبية وعلماء الأعصاب في جميع أنحاء العالم.

## تاريخ
بدأت فكرة منظمة مثل الجمعية الدولية للكيمياء العصبية في منتصف الخمسينيات من القرن العشرين، حيث بدأ العلماء في تكريس المزيد من الاهتمام لمجال الكيمياء العصبية . ومع ازدياد شعبية هذا المجال، أدرك العلماء أن إنشاء رابطة دولية سيكون مفيدًا في المساعدة على نشر الأبحاث فيما بينهم. في عام 1962، اقترح جوردي فولش بي وهاينريش فاليش تشكيل لجنة تنظيمية مؤقتة لمثل هذا المجتمع. وظهرت اللجنة في نهاية المطاف في عام 1963 وكانت تضم عضوية دولية مكونة من علماء في هذا المجال. تمت صياغة النظام الأساسي الأولي في عام 1965 وتم الانتهاء منه في عام 1967 باعتباره النظام الأساسي للجمعية الدولية للكيمياء العصبية.  عند إنشائها، كان عدد أعضاء الجمعية 226 عضوًا. 
بدأت الجمعية الدولية للكيمياء العصبية بتنظيم اجتماعات دولية وأخرى عبر الأقمار الصناعية. وفي عام 1980، بدأت بتقديم منح سفر للعلماء الشباب لحضور اجتماعاتها.  ومنذ ذلك الوقت، قامت بزيادة عدد الجوائز التي تقدمها، وتمويل منح السفر بالإضافة إلى برامج التدريب والأبحاث في البلدان النامية، والمؤتمرات الطبية المتخصصة الصغيرة. 

## بيان الرؤية
مهمة الجمعية الدولية للكيمياء العصبية هي:
- تسهيل التقدم العالمي للكيمياء العصبية وتخصصات علم الأعصاب ذات الصلة
- تعزيز تعليم وتطوير علماء الكيمياء العصبية، وخاصة الباحثين الشباب والناشئين
- نشر المعلومات حول الكيمياء العصبية وأنشطة علماء الكيمياء العصبية في جميع أنحاء العالم [5]

## الاجتماع السنوي
تعقد الجمعية اجتماعًا نصف سنوي، والذي يتم تنظيمه عمومًا بالتعاون مع جمعية إقليمية، إما الجمعية الأوروبية للكيمياء العصبية ، أو الجمعية الأمريكية للكيمياء العصبية ، أو جمعية آسيا والمحيط الهادئ للكيمياء العصبية [الإنجليزية]
 .

## المنشورات
المجلة الرسمية لـلجمعية الدولية للكيمياء العصبية هي مجلة الكيمياء العصبية التي تنشرها حاليا وايلي بلاكويل .

## الجوائز
تمول الجمعية الدولية للكيمياء العصبية الجهود المختلفة لتحسين فهم العلماء للكيمياء العصبية. تدعم لجنة المساعدة والتعليم في الكيمياء العصبية (CAEN) المساعي البحثية التي يقوم بها العلماء الشباب أو العلماء من البلدان التي تقدم دعمًا محدودًا لأبحاث الكيمياء العصبية.  في الماضي، قامت اللجنة بتمويل مقترحات لمجموعة متنوعة من الأغراض، بما في ذلك الزيارات إلى مختبرات أخرى، وشراء معدات البحث، والمشاركة في ورش العمل العلمية. 
يتم الإشراف على الجوائز المقدمة للأفراد من قبل لجنة منح السفر. يسمح برنامج جائزة السفر في الجمعية الدولية للكيمياء العصبية للعلماء الشباب بحضور اجتماع الجمعية و الذي يعقد كل سنتين.  تتيح جوائز محاضرة العلماء الشباب لإثنين من العلماء الشباب بحضور اجتماعها الذي يعقد كل عامين وتقديم محاضرة مدتها ثلاثون دقيقة حول موضوع في تخصصهم. 
تدعم الجمعية أيضًا الندوات البحثية من خلال لجنة مؤتمر الجمعية ISN-CC. تقوم اللجنة بتمويل المؤتمرات الطبية الصغيرة التي تركز على موضوعات البحث الحديثة والتي لها تركيز دولي بين الحاضرين.  ومن ضمن اختصاصات لجنة المؤتمر أيضًا مبادرة مدارس الجمعية الدولية للكيمياء العصبية، وهي مدارس في مناطق مختلفة من العالم تقوم بتدريب علماء الكيمياء العصبية. 

## روابط خارجية
- الصفحة الرئيسية للجمعية الدولية للكيمياء العصبية
- تاريخ أول 25 سنة من ISN
- الأصول والتاريخ المبكر للكيمياء العصبية ومجتمعاتها
- تاريخ وأرشيف ISN
- الصفحة الرئيسية للجمعية الأمريكية للكيمياء العصبية
- الصفحة الرئيسية لجمعية آسيا والمحيط الهادئ للكيمياء العصبية
- الصفحة الرئيسية للجمعية الأوروبية للكيمياء العصبية